# Szélesatka
A szélesatka (Polyphagotarsonemus latus) a pókszabásúak (Arachnida) osztályának bársonyatka-alakúak (Trombidiformes) rendjébe, ezen belül a Tarsonemidae családjába tartozó faj.

## Előfordulása
A szélesatka manapság világszerte előfordul. A legelső példányát egy washingtoni üvegházban írták le; de valószínűleg nem innen származott. Valószínűleg valamelyik trópusi térségből származik.

## Megjelenése
A nőstény körülbelül 0,2 milliméter hosszú és ovális alakú. Oldalnézetből dagadtnak tűnik. Az alapszíne a világossárgától a borostyánig vagy a zöldig változik. A középső részén egy csík van, mely a hátsó teste felé elágazik. A hím is ilyen színű, de a csík nélkül; 0,11 milliméteres. A nőstény leghátsó lábai elcsökevényesedtek; emiatt a hím sokkal fürgébb nála. A hím a nagy hátsó lábaival fogjak meg a nimfa korú nőstényt és helyezi a párzáshoz megfelelő helyre.

## Szaporodása
Az egyedfejlődésének négy stádiuma van: pete, lárva, nimfa és felnőtt. Az átlagos kifejlett nőstény 30-76 petét rak; naponta ötöt vagy 8-13 napon keresztül, miután elpusztul. Minden öt petéből 4 nőstény és 1 hím kell ki - átlagos adat. A hím csak 5-9 napig él. A szűz nőstény csak hím petét rak. A petéből való kikelésig 2-3 nap kell; a lárvaállapot is vagy 2-3 napig tart.

## Kártevőként
Ez az apró atka számos mezőgazdasági növényben tesz kárt; főleg a szőlőben (Vitis) és az almában (Malus), de más fontos gyümölcsökben is. A kender (Cannabis) ültetvényekben és az üvegházakban is nagy károkat okoz. Miatta a növények levelei csonkán vagy elfacsarva nőnek, az új hajtások pedig megfeketednek és elhalnak. A szélesatka a nagy nedvességtartalmat és az alacsony hőmérsékletet kedveli; ha ezeket megváltoztatjuk, akkor csökkenteni tudjuk az egyedszámukat. Teljes kiirtásukhoz el kell távolítani a fertőzött növényeket, a többieket pedig atka elleni szerrel kell permetezni.

## Fordítás
- Ez a szócikk részben vagy egészben  a   Polyphagotarsonemus latus című angol Wikipédia-szócikk ezen változatának fordításán alapul.  Az eredeti cikk szerkesztőit annak laptörténete sorolja fel. Ez a jelzés csupán a megfogalmazás eredetét és a szerzői jogokat jelzi, nem szolgál a cikkben szereplő információk forrásmegjelöléseként.